# Suzuki dm50 "samurai"
Suzuki DM50 "Samurai" er en 30 knallert, produceret til det danske market, grundet ændringer i lovgivningen. Den blev produceret i årene 1983-1997.. - Kilde: Jens Jessens bog Datidens knallerter - nutidens kult.

## Historie
Da den nye knallertlovgivning om en max. vægt på 60kg, max 2 gear og mange andre nye krav kom til i 1977, lancerede
Suzuki en ny knallert til det danske marked. Det var Suzuki DM50 Samurai
der så dagens lys dengang. DM står for Danmarks-marked og den er kun lanceret i Danmark.
Knallerten kunne fås i følgene farver:
- Rød (Blå stafferinger)
- Sort (Blå stafferinger)
- Sølvgrå (Sorte stafferinger)
- Rød metallic (Sølv stafferinger)
- Blå Metallic (Blå stafferinger)

## Opbygning
Suzuki Dm50 samurai er opbygget som en lille motorcykel med en forholdsvis stor benzintank. Den har mange tekniske detaljer såsom blinklys, langt og kort lys, stoplys, speedometer, kilometertæller og horn. Selve motoren er på 2 gear og cylinderen er på 49 cm³. Som standard har den 2,7 hestekræfter og kan køre 30-35 km/t, dette varierer dog meget i forhold til tuning, slid og vedligeholdelse.

## Tuning
Det er meget svært at tune en Suzuki DM50 Samurai, men nogle af metoderne kan være at fjerne plomben, der sidder i studsen, at skifte luftfilter, skifte til en større dyse og skifte fortandhjulet fra 11 tænder (hvilket er standard) til 12 eller 13 tænder, hvilket dog kun kan gøres ved at skære i motorblokken.
| Stub | Spire Denne motorcykel, scooter eller knallert relaterede artikel er en spire som bør udbygges. Du er velkommen til at hjælpe Wikipedia ved at udvide den. |